# Rathausviertel (Linz)
Das Rathausviertel liegt in der Linzer Innenstadt und war von 1957 bis 2013 ein eigener statistischer Bezirk von Linz.

## Lage
Das im Zentrum der oberösterreichischen Landeshauptstadt gelegene Viertel wird von der Donau im Norden, der Gruberstraße im Osten, der Mozartstraße im Süden, und dem Hauptplatz und der Landstraße im Westen begrenzt. Benachbarte Stadtteile sind das Altstadtviertel, das Neustadtviertel, das Kaplanhofviertel und das Hafenviertel.

## Wichtige Gebäude und Einrichtungen
- Alter Dom
- Altes Rathaus
- Brucknerhaus
- Lentos Kunstmuseum Linz
- Donaulände
- Adalbert-Stifter-Haus
- Steuermuseum MaRa
- Linzer Synagoge
- Stadtmuseum Nordico
- Oberösterreichisches Landesmuseum
- Stadtpfarrkirche